# Rookspitsmuis
De rookspitsmuis (Sorex fumeus)  is een zoogdier uit de familie van de spitsmuizen (Soricidae). De wetenschappelijke naam van de soort werd voor het eerst geldig gepubliceerd door G.M. Miller in 1895.

## Voorkomen
De soort komt voor in Canada en de Verenigde Staten.